# Niên biểu lịch sử Indonesia
Lịch sử Indonesia là dải thời gian rất dài, bắt đầu từ thời Cổ đại khoảng 1.7 triệu năm trước dựa trên phát hiện về Homo erectus Java. Các giai đoạn lịch sử của Indonesia có thể chia thành 5 kỷ:
- Thời đại tiền thực dân: Sự xuất hiện của các vương quốc theo đạo Hindu, đạo Phật, đạo Hồi tại đảo Java và Sumatra. Các quốc gia này phát triển dựa trên thương mại, buôn bán hàng hải.
- Thời đại thuộc địa: Chịu sự kiểm soát của người châu Âu, đặc biệt là người Hà Lan với sự kiểm soát của Công ty Đông Ấn Hà Lan, họ đã chiếm vùng đất này để kiểm soát con đường gia vị, hương liệu. Khoảng 3,5 thế kỷ là thuộc địa, bắt đầu từ thế kỷ 17 đến giữa thế kỷ 20.
- Thời đại mới dành độc lập: Cột mốc là Tuyên bố độc lập của người Indonesia (1945) đến sự sụp đổ của chính quyền Sukarno (1966).
- Thời đại trật tự mới: 32 năm dưới sự thống trị của Suharto (1966-1988).
- Thời đại cải tổ: Sụp đổ của Suharto đến hiện tại.

## Thời tiền sử
Về mặt địa chất, vùng lãnh thổ của Indonesia, là quần đảo, là nơi gặp nhau của 3 mảng địa chất lớn: Mảng Á-Âu, Mảng Ấn-Úc, Mảng Thái Bình Dương. Quần đảo Indonesia được hình thành như ngày nay là nhờ vào sự tan chảy của băng vào thời kỳ băng hà xảy ra khoảng 10000 năm trước.
Tại giai đoạn Thế Pleistocen, quần đảo này vẫn còn gắn liền với lục địa châu Á đã chứng kiến dòng người định cư đầu tiên. Bằng chứng cho sự hiện diện, cư trú tại đây là những hóa thạch của người Homo Erectus Java khoảng từ 2 triệu đến 500.000 năm trước. Khám phá về người Homo floresiensis tại Liang Bua, Flores đã đưa ra giả thuyết có khả năng sự tồn tại của người H. Homo đến cuối kỷ băng hà.
Homo sapiens được cho rằng đã đến vùng quần đảo này khoảng 100.000 năm trước bằng cách men theo dải bờ biển của lục địa châu Á từ vùng Tây Á và đến khoảng 60.000-70.000 năm trước đã tới được New Guinea và Australia. Họ với đặc tính da ngăm đen, tóc xoăn là tổ tiên của người bản xứ của quần đảo Melanesia (bao gồm cả Papua).

## Thời tiền thực dân

### Giai đoạn đầu lịch sử
Các học giả người Ấn Độ đã viết về quần đảo của người Indonesia và các vương quốc Hindu của người Dwipa Java khoảng 200 năm TCN. Bằng chứng về sự hiện diện của nó còn sót lại đề cập đến 2 vương quốc đạo Hindu vào thế kỷ thứ 5 là Liên minh Tarumanagara kiểm soát phía Tây Java và vương quốc Kutai tại vùng ven sông Mahakam, Borneo. Vào năm 425 đạo Phật đã được du nhập vào vùng này.
Khi châu Âu tiến tới thời kỳ phục hưng, quần đảo của người Indonesia đã trải qua hàng ngàn năm văn minh với sự thống trị của 2 vương quốc lớn là Srivijaya tại Sumatra, và Majapahit tại Java. Cả hai vương quốc lớn này đều có rất nhiều các quốc gia chư hầu nhỏ xung quanh, liên hệ với nhau qua buôn bán thương mại.

### Các vương quốc đạo Hindu và đạo Phật
Vào khoảng thế kỷ thứ 4 đến thế kỷ thứ 7, tại vùng Tây Java, các vương quốc theo đạo Hindu và đạo Phật là vương quốc Tarumanagara và vương quốc người Sunda đến tận thế kỷ 16.
Từ thế kỷ thứ 7 đến thế kỷ 14, vương quốc đạo Phật Sriwijaya tại Sumatra phát triển nhanh chóng. Nhà thám hiểm Nghĩa Tịnh người Trung Quốc đã viếng thăm thủ đô của Palembang khoảng năm 670. Vào giai đoạn hưng thịnh, Srivijaya kiểm soát vùng lãnh thổ rộng lớn gồm Java, bán đảo Malay.
Thế kỷ 14 chứng kiến sự nổi lên của vương quốc Hindu tại Đông Java. Patih Majapahit từ 1331 đến 1364. Vua Gajah Mada đã giành được quyền lực trên toàn vùng lãnh thổ mà ngày nay là Indonesia và hầu hết bán đảo Malaysia. Di sản để lại các bộ luật được biên soạn ra đời, và được xem như thiên sử thi Ramayana.

### Đế chế Hồi giáo
Đạo Hồi trở thành quốc giáo tại Indonesia vào khoảng thế kỷ 12, nhưng thực tế đạo Hồi đã đến quần đảo này vào thế kỷ thứ 7. Vào khoảng thời gian đó các tuyến đường biển tấp nập, là con đường quốc tế nối nhà Đường (Trung Quốc), Srivijaya (Đông Nam Á), và Umayyads (Tây Á) từ thế kỷ thứ 7.
Theo như nguồn tài liệu còn lại của Trung Quốc, vào giai đoạn cuối 3/4 của thế kỷ thứ 7, 1 thương nhân người Ả Rập trở thành lãnh tụ của những người định cư Ả Rập Đạo Hồi tại bờ biển Sumatra. Đạo Hồi gây ảnh hưởng mạnh đến các thể chế chính trị lúc đó. Điều này có thể thấy rõ khi năm 718, vua Srindravarman của Sriwijaya Jambi đã gửi 1 bức thư cho Khalip Umar bin Abdul Aziz của triều Umayyad Caliphate để yêu cầu gửi 1 người thuyết giáo tới để giải thích những thắc mắc của ông về đạo Hồi. 2 năm sau, vào năm 720, vua Srindravarman đã cải đạo từ Hindu sang đạo Hồi. Sriwijaya Jambi cũng được biết với cái tên Sribuza Islam. Nhưng thật không may sau đó năm 730 Srindravarman bị bắt bởi Sriwijaya Palembang, người theo đạo Phật.

## Giai đoạn thống trị của người Bồ Đào Nha
Giai đoạn 1511-1526, trong 15 quân đảo trở thành càng biển quan trọng của Đế chế Bồ Đào Nha, trở thành tuyến đường chính đến các đảo Sumatra, Java, Banda, và Maluku.
Năm 1511, người Bồ Đào Nha đánh bại vương quốc Malacca.
Năm 1512, người Bồ Đào Nha thiết lập giao thương với vương quốc Sunda.
Indonesia là một kết hợp của khoảng 250 chủng tộc, phần đông có họ hàng gần gũi với nhau trên quan điểm ngữ học và nhân chủng học: nhóm tộc Mã Lai. Nhiều chủng tộc còn giữ được truyền thuyết là tổ tiên họ di cư đến bằng thuyền từ phương bắc. Trên đảo Java đã đào được nhiều trống đồng cùng kiểu với trống đồng Đông Sơn. Nhiều sách giáo khoa lịch sử Indonesia dạy bài mở đầu với nền văn minh trống đồng.
Theo các tài tiệu có được, từ trên 2000 năm qua, các thương nhân đã đi tàu giữa Trung Hoa và Đông Nam Á, vùng giữa Đông Nam Á và Ấn Độ, tại các đảo ngày nay là Indonesia là nguồn cung cấp gia vị, trầm hương, dược liệu và các sản phẩm nhiệt đới khác. Các thương nhân người Hoa, Ả Rập, Ấn Độ vẫn thường xuyên lui tới các cảng biển ở Indonesia
Những vương quốc cổ xưa nhất của quần đảo này là các nhà nước theo Ấn giáo và Phật giáo, ngày nay tại trung tâm đảo Java tại thành phố Yogyakarta có hai công trình tôn giáo vĩ đại, đền thờ phật Borobudur và đền Ấn giáo Prambanan, cả hai đều được xây bằng đá tại chỗ vào thế kỷ thứ 6 và thế kỷ 8. Các công trình phục chế đã cho thấy vẻ đẹp hùng vĩ của các ngôi đền, quy mô xây dựng và các phù điêu trang trí của nó từ dưới lên trên. Những đền đài này được xây dựng từ thời Phật giáo và Ấn giáo còn thống trị ở Java. Đây cũng là bằng chứng về sự thịnh vượng của các vương quốc trên đảo, ngoài hai ngôi đền trên còn có hàng trăm ngôi đền nhỏ hơn trên khắp Java
Văn minh Ấn Độ truyền đến Indonesia rất sớm, không rõ vào lúc nào. Vào khoảng năm 100 CN, có thái tử Aji Saka dựa theo văn tự Ấn đặt ra văn tự Java. Cũng khoảng đó, xứ Langkasuka được lập ở vùng Kedah, Mã Lai. Đến khoảng năm 500, thì đế quốc lớn đầu tiên được lịch sử ghi nhận của Indonesia là xứ Srivijaya được dựng lên ở phía nam đảo Sumatra. Thủ đô của xứ ấy là thành Palembang, nay là một đô thị đông trên 1.000.000 dân. Trong mấy thế kỷ, Sri-Vijaya hùng cứ những vùng rộng lớn của Java, Sumatra và bán đảo Mã Lai.
Vương quốc SriVijaya có một cường địch là vương quốc Sailendra ở đảo Java. Không rõ Sailendra được lập lúc nào nhưng có lúc họ đô hộ được Thủy Chân Lạp (khoảng 790-802). Các vua Sailendra theo Phật giáo, tôn giáo được truyền đến vùng này vào khoảng năm 450. Từ khoảng 770 đến 825, 3 vua Sailendra nối nhau xây chùa Borobudur, nay vẫn là ngôi chùa Phật lớn nhất thế giới.
Không bao lâu sau, nhà Sanjaya rất sùng đạo Ấn giáo thắng Sailendra. Ấn giáo dần dần thay thế Phật giáo ở Java. Vào khoảng năm 985, vua Dharmavamsa ở đông bộ Java, Bali và tây bộ đảo Kalimantan ra lệnh dịch trường ca Mahabharata của Ấn giáo, dài hơn 200.000 câu, sang tiếng Java. Đời vua Joyoboyo, hậu duệ của ông trị vì từ 1135 đến 1157, được coi là thời vàng son của văn học tiếng Java.
Năm 1222, vương quốc Singhasari được thành lập ở đông bộ Java, nhanh chóng trở thành thế lực lớn nhất nhì của quần đảo. Singhasari đánh đuổi được quân xâm lược Mông Cổ năm 1293, rồi đổi quốc hiệu thành Majapahit. Năm 1319, một viên tướng thủ lĩnh ngự lâm quân là Gajah Mada dần dần nắm hết mọi quyền bính trong triều. Từ 1319 đến 1364, Gajah Mada bành trướng Majapahit thành rộng lớn như Indonesia ngày nay, có thêm miền nam của Philippines.

## Giai đoạn Hồi giáo ảnh hưởng
Các thương gia hồi giáo được ghi nhận là đến quần đảo Indonesia từ thế kỷ 6, nhưng việc Hồi giáo hoá Indonesia bắt đầu từ thế kỷ 13 với việc cải đạo của vua Acer ở miền cực bắc Sumatra, song việc Hồi giáo hoá diễn ra rất chậm cùng với việc dân cư ở đây đưa các tín lý hồi giáo vào các hệ thống triết lý và tôn giáo sẵn có khi họ là cho Hồi giáo thích nghi với Indonesia
Các vương quốc nội địa đều là các nhà nước nông nghiệp giàu có do thặng dư về nông sản, họ là những nhà nước quân chủ hùng mạnh với hệ thống thuế đánh trên nông sản và lao động của nông dân. Họ cũng phát triển một hệ thống pháp luật và cơ cấu chính quyền, thặng dư về nông sản đã nuôi sống hoàng gia và những người thợ giỏi để xây dựng những ngôi đền bằng đá vĩ đại. Các hoàng gia khuyến khích những loại hình nghệ thuật cao cấp như âm nhạc, múa, văn chương. Các trường ca vĩ đại của Ấn Độ như Mahabharata và Ramayana đã được cải biên bởi các nhạc sĩ, vũ công cung đình, làm phương tiện để truyền bá những giá trị văn hóa và đạo đức của người Java và Bali. Hệ thống chữ viết dựa trên tiếng Phạn với nhiều từ thâm nhập vào các ngôn ngữ địa phương

## Thời kỳ thuộc địa của Hà Lan
Từ khoảng 1250 trở đi, Islam (Hồi giáo) ngày càng có đông tín đồ trên quần đảo. Đến khoảng 1550 thì trở thành tôn giáo có đông tín đồ nhất trong vùng. Lúc ấy Majapahit đã yếu, và người Bồ Đào Nha bắt đầu đến lập căn cứ. Ít lâu sau đến lượt người Hà Lan. Năm 1619 người Hà Lan đổi tên thành Jayakarta (có nghĩa là Chiến thắng huy hoàng, tức Jakarta, đọc rút ngắn) thành Batavia, tên của chủng tộc tổ tiên họ, và đặt trung tâm hành chính của họ ở đấy. Họ đô hộ phần lớn quần đảo Indonesia đến năm 1945.
Khi người châu Âu đến Đông Nam Á vào giữa thế kỷ 16 thì đã có những nhà nước hùng mạnh ở khắp vùng này. Người Bồ Đào Nha là dân châu Âu đầu tiên có những thuộc địa ở châu Á, Vào thế kỷ 16, họ đã thành lập những thương điếm buôn bán và thuộc địa ở Goa (Ấn Độ), Melaka (Malaysia), Timor (Indonesia), Ma Cao (Trung Hoa), tuy nhiên vào đầu thế kỷ 17, sức mạnh của Bồ Đào Nha đã đối phó với các quốc gia đang nổi lên là Anh và Hà Lan, Công ty Đông Ấn Anh (EIC) và Công ty Đông Ấn Hà Lan (VOC) được thành lập vào các năm 1600 và 1602. Trong gần 200 kế tiếp đó họ là đối thủ thương mại kịch liệt của nhau ở châu Á. Công ty VOC di chuyển để thành lập những trạm buôn bán ở Ấn Độ, Sri Lanka, Đài Loan và Trung Hoa nhằm thu mua sản phẩm của phương Đông, một mục tiêu chính yếu là các đảo có nhiều gia vị, bây giờ là Sulawesi và Maluku ở miền đông Indonesia, thông qua buôn bán với các vương quốc địa phương. Năm 1619, VOC đã tấn công Jayakarta, lúc đó là thành trì và là thành phố buôn bán trọng điểm của vương quốc Banten, phía tây Java, thành phố bị huỷ diệt, người Banten bị đuổi khỏi thành phố, VOC đã thành lập đại bản doanh của mình tại quần đảo này, Jayakarta được người Hà Lan đặt tên lại là Batavia (Jakarta ngày nay).
Công ty VOC đã mở rộng từ từ sự hiện diện của nó tại quần đảo Indonesia. Từ thế kỷ 17-18, nó hành xử như một vương quốc địa phương, liên minh hoặc cắt đứt quan hệ với các vương quốc lân cận, buôn bán rộng rãi cả với Trung Hoa, Ấn Độ và châu Âu.
Tuy vậy, tới năm 1756, VOC mới cai quản được toàn bộ Java, lúc đó nó đã kiểm soát Java, Ambon, và một số khu vực ở miền trung và miền nam Sumatra. Vua Hà Lan đã tiếp quản lại tài sản của VOC, tới thế kỷ 19, chính quyền Đông Ấn Hà Lan đã mở rộng quyền kiểm soát khắp Sumatra và miền đông Indonesia, cùng với sự sụp đổ của hai vương quốc Bali, Acer trước Hà Lan vào các năm 1905, 1911. Lúc đó quá trình thuộc địa đã được hoàn tất khắp Indonesia.
Trong thời kỳ Hà Lan đô hộ, cuộc khởi nghĩa giành độc lập lớn nhất có lẽ là cuộc Chiến tranh Java (1825-1830) giữa hoàng tử Diponegoro và tướng De Kock. Kết quả khoảng 200.000 người chết, trong đó 8.000 là người Hà Lan. Mặc dù người Hà Lan sau này thường nói tới sự hiện diện 3 thế kỷ của họ ở Đông Ấn, song đối với đa số dân cư ở đây, sự sáp nhập vào Đông Ấn chỉ diễn ra vào cuối thế kỷ 19 đầu thế kỷ 20. Niềm tự hào địa phương, văn hóa chính trị và hiểu biết về lịch sử địa phương vẫn mạnh mẽ trong dân chúng cho đến khi người Nhật tiêu diệt đế chế Hà Lan ở đây vào năm 1941

## Indonesia thời đế quốc Nhật chiếm đóng
Trong Chiến tranh thế giới thứ hai, Nhật Bản chiếm Indonesia trong tay Hà Lan năm 1942. Sau khi bị quả bom Nagasaki 9 tháng 8 năm 1945, họ định đem ông Sukarno là lãnh tụ các phe nhóm yêu nước của Indonesia đi an trí ở Sài Gòn để tránh cuộc tổng khởi nghĩa. Một nhóm thanh niên trẻ bắt cóc được ông Sukarno khỏi tay người Nhật. Ngày 17 tháng 8 năm 1945, hai ông Sukarno và Hatta tuyên bố Indonesia độc lập

## Chiến tranh với Hà Lan
Trong cuộc chiến tiếp theo bản tuyên ngôn ngày 17 tháng 8, Indonesia phải đương đầu với quân Nhật, rồi tiếp đến là quân Hà Lan có sự tiếp sức của quân Anh. May nhờ ngoại giao khéo léo, người Indonesia đã không phải đổ quá nhiều xương máu: chỉ khoảng 45.000 đến 100.000 chiến sĩ và 25.000 đến 100.000 thường dân Indonesia bị thiệt mạng. Cuối năm 1949, Indonesia được Hà Lan công nhận là quốc gia độc lập và bàn giao lại hệ thống hành chính. Indonesia là thành viên Liên hợp quốc từ 25 tháng 10 năm 1950.

## Thời kỳ sau độc lập
Năm 1955 tổng thống Sukarno tổ chức hội nghị các quốc gia phi liên kết tại Bandung, kêu gọi các dân tộc còn bị ách thực dân nổi lên giành độc lập. Hội nghị này trở thành một bước tiến lớn cho sự khôi phục chủ quyền của nhiều quốc gia Á-Phi.
Các vụ giết người tại Indonesia 1965-1966 là một cuộc thanh trừng chống những người cộng sản sau một cuộc đảo chính không thành công ở Indonesia. Ước tính được chấp nhận rộng rãi nhất là hơn nửa triệu người đã thiệt mạng. Các cuộc thanh trừng là một sự kiện quan trọng trong quá trình chuyển đổi các "thứ tự mới"; Đảng Cộng sản Indonesia (PKI) đã bị loại bỏ như là một lực lượng chính trị và các biến động dẫn đến các sự sụp đổ của Tổng thống Sukarno, và bắt đầu thời kỳ cầm quyền của ba mươi năm của tổng thống Suharto.